# B612
Asteroid B 612 je fiktivní planetka, na které podle spisovatele Antoina de Saint-Exupéryho bydlí malý princ. Je velmi malá – podle popisu malého prince je sotva větší než dům. Půda asteroidu je prosetá semeny baobabů, které mohou planetu roztrhnout na kusy, pokud nejsou včas vytrženy. Na asteroidu se také nacházejí tři sopky – jedna vyhaslá a dvě činné. Na planetě roste velmi umíněná růže.

## Asteroid B 612 ve fikci a skutečnosti
Podle Saint-Exupéryho byl asteroid B 612 objeven roku 1909 tureckým hvězdářem. Ve skutečnosti však mají asteroidy většinou pouze číselné označení (bez písmene na začátku) a teprve za číslem následuje jméno asteroidu, původně převzaté od postav z mytologie, později podle slavných osobností, dnes i podle měst, fiktivních postav atd.
Existuje planetka (612) Veronika, kterou objevil v roce 1906 německý astronom August Kopff. Existuje však také planetka 46610, kterou objevili v roce 1993 japonští astronomové Kin Endate a Kazuró Watanabe, pojmenovaná později na počest planetky malého prince Bésixdouze (Bé-šest-dvanáct, ve francouzštině Bé-six-douze). B612 má jako číslo totiž v šestnáctkové číselné soustavě stejnou hodnotu, jako číslo 46610 v desítkové soustavě. Odtud vzniklo pojmenování asteroidu (46610) Bésixdouze.
Dále existuje skupina dobrovolníků s názvem B612 foundation, která se věnuje ochraně planety Země před možným střetem s kosmickým objektem.